# Englewood (Floride)
Pour les articles homonymes, voir Englewood.
Englewood est une census-designated place située dans les comtés de Charlotte et Sarasota, dans l’État de Floride, aux États-Unis.

## Démographie
| 1970  | 1980  | 1990   | 2000   | 2010   | - |
| ----- | ----- | ------ | ------ | ------ | - |
| 3 549 | 7 657 | 15 025 | 16 196 | 14 863 | - |

Lors du recensement de 2000, sa population a été estimée à 16 196 habitants. Coordonnées géographiques : 26° 57′ 47″ N, 82° 21′ 07″ O.

## Source
- (en) Cet article est partiellement ou en totalité issu de l’article de Wikipédia en anglais intitulé « Englewood, Florida » (voir la liste des auteurs).